# Hylomyscus denniae
Hylomyscus denniae — вид гризунів родини мишевих (Muridae). Довгошерстий вид з коричнево-сірими верхніми частинами та білувато-сірими нижньою частиною, зустрічається на височині тропічної Центральної Африки, де його природним середовищем існування є тропічні вологі гірські ліси.

## Морфологічна характеристика
Це гризун невеликого розміру з довжиною голови й тулуба від 87 до 106 мм, довжиною хвоста від 123 до 153 мм, довжиною стопи від 19 до 23 мм, довжиною вух від 16 до 19 мм і вагою до 40 грамів. Шерсть м'яка, шерстиста. Верхня частина варіює від жовто-коричневого до сірого, тоді як черевна частина сіро-білувата, іноді з жовто-коричневими відблисками. Лінія поділу на боках чітка. Голова сіра, нижні боки морди білі, навколо очей чорні кільця. Вуха великі, темно-коричневі, без шерсті. Хвіст довший за голову й тулуб, рівномірно сірувато-коричневий і густо вкритий волоссям на кінцевій частині.

## Поведінка
Це деревний і нічний вид. Будує гнізда в дуплах дерев. Він всеїдний, харчується фруктами, насінням, частинами рослин і комахами, зібраними на землі або на деревах.